# NGC 4725
NGC 4725是一個位於后髮座，距離大約4,000萬光年的中間棒狀螺旋星系。NGC 4725也是一個西佛星系，這表明它有一個超大質量黑洞的活躍星系核。
英國天文學家威廉·赫歇爾於1785年4月6日發現NGC 4725。NGC 4725星系距離銀河系約4,000萬光年。NGC 4725是后髮座I星系群中最亮的成員，儘管NGC 4725與其他成員相比相對孤立。NGC 4725受到強烈擾動，並與鄰近的螺旋星系NGC 4747相互作用，其螺旋臂顯示出扭曲的跡象。兩顆行星的角間距為24 ′，對應的投影線性間距為 370 千光年。潮汐柱從NGC 4747延伸至NGC 4725。

## 外部連結
- NOAO: NGC 4725
- NGC 4725
- APOD: One-Armed Spiral Galaxy NGC 4725 (9/1/05)（页面存档备份，存于）
- NGC 4725 in Coma-Berenices
- NGC4725